# Abdul Hamid Dbeiba

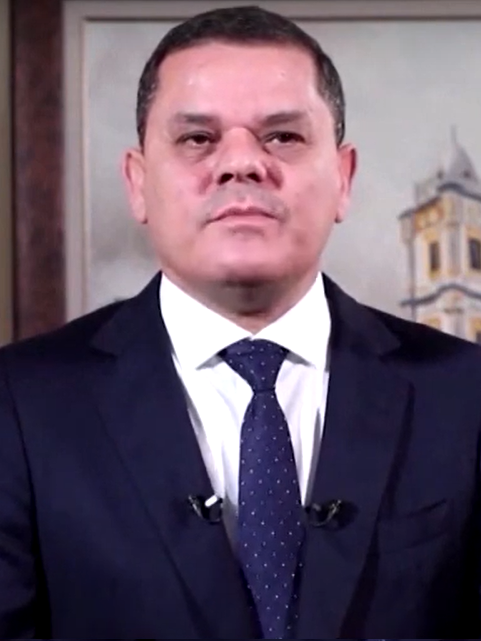
Abdel Hamid Dbeiba

Abdulhamid Mohammed Dbeiba (arabisch عبد الحميد الدبيبة, DMG ʿAbd al-Ḥamīd ad-Dubaiba, * 1958 oder 1959 in Misrata, Königreich Libyen) ist ein libyscher Unternehmer und Politiker (parteilos, Regierung der Nationalen Übereinkunft). Am 5. Februar 2021 wurde er in der Schweiz während des „libyschen politischen Dialogforums“ zur Beendigung des Zweiten Bürgerkrieges in Libyen zum Ministerpräsidenten des Landes ernannt.

## Wirken
Abdulhamid Dbeiba erhielt in Kanada an der Universität von Toronto einen Mastergrad in Ingenieurwesen und gilt als parteipolitisch unabhängig. Laut dem Libyen-Kenner und ehemaligen österreichischen Diplomaten Wolfgang Pusztai werde Dbeiba jedoch Stimmenkauf, Geldwäsche, und die Finanzierung der Moslembruderschaft vorgeworfen. Der Politikwissenschaftler Wolfram Lacher ordnet ihn als der ehemaligen Gaddafi-Klientel nahestehend ein. 2020 gründete Dbeiba die Zukunftsbewegung Lībiyā al-Mustaqbal. Vor seinem Einstieg in die Politik war Dbeiba Manager des Fußballklubs al-Ittihad.
Dbeiba wurde bezichtigt, über seinen Cousin, den wohlhabenden Geschäftsmann Ali Dbeiba, einige Delegierte der Friedenskonferenz in der Schweiz bestechen zu wollen. Jedoch verteidigte er Ali Dbeiba und distanzierte sich vom in Land vorherrschenden Tribalismus. Seine Wahlliste erhielt 39 Stimmen, fünf mehr als die von Aguila Saleh Issa und Fathi Baschagha.
Am 10. Februar 2022 entzog ihm der in Tobruk ansässige Abgeordnetenrat die Unterstützung und wählte den früheren Innenminister Fathi Baschagha zum neuen Ministerpräsidenten.